# バイアスロン
バイアスロン (biathlon) は、ウィンタースポーツにおける二種競技のこと。ラテン語で「2」を意味する接頭辞bi-にathlon（競技）を合成した造語。クロスカントリースキーと、ライフル射撃を組み合わせた競技で、「冬季近代二種」とも呼ばれる。
バイアスロンは国際スキー連盟には属さず、オーストリアに本部を置く国際バイアスロン連合という独自の組織を持つ。

## 歴史
バイアスロンの原型はスキーで野を駆け回り、銃で獲物を撃つ冬の狩猟であり、これが後に雪中戦や森林警備隊の技術として用いられるようになった。競技としては、18世紀後半にスウェーデンとノルウェーの軍人が行ったのが始まりといわれている。
その後1861年になって、ノルウェーで、それまでの狩猟や戦闘技術として用いていたことをスポーツとして行い、民間レベルの国家防衛力向上のために世界初のスキークラブ、トリンシルライフル・スキークラブが設立された。
競技としては、1924年シャモニー・モンブランオリンピックで軍事偵察競技（ミリタリーパトロール）というスキー登山も含めた競技が公開競技として行われた。その後、オリンピックで3回行われた以降は実施されていない。
その後のオリンピックで、男子は1960年スコーバレーオリンピック、女子は1992年アルベールビルオリンピックから正式種目となった。現在に至るまで、多くのルール改正があったが、一番大きなものは1976年に30口径ライフル弾を使用する大口径銃（射距離150 m）から22口径競技用ライフル弾を使用する小口径銃（射距離50 m）に変わったことである。

## 解説

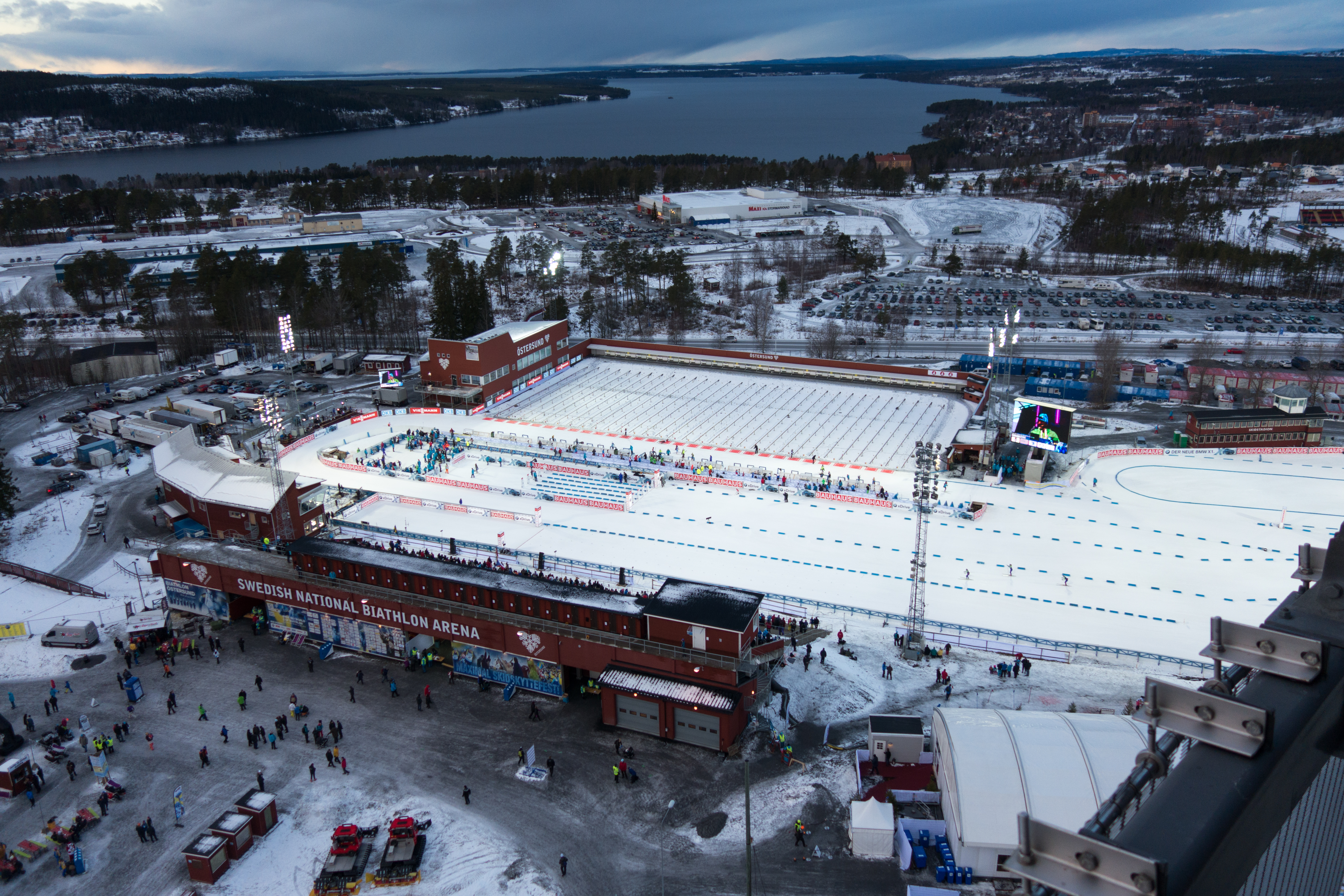
バイアスロンコースの一部 (Östersund)。画像中央に射場、右にペナルティループがある。

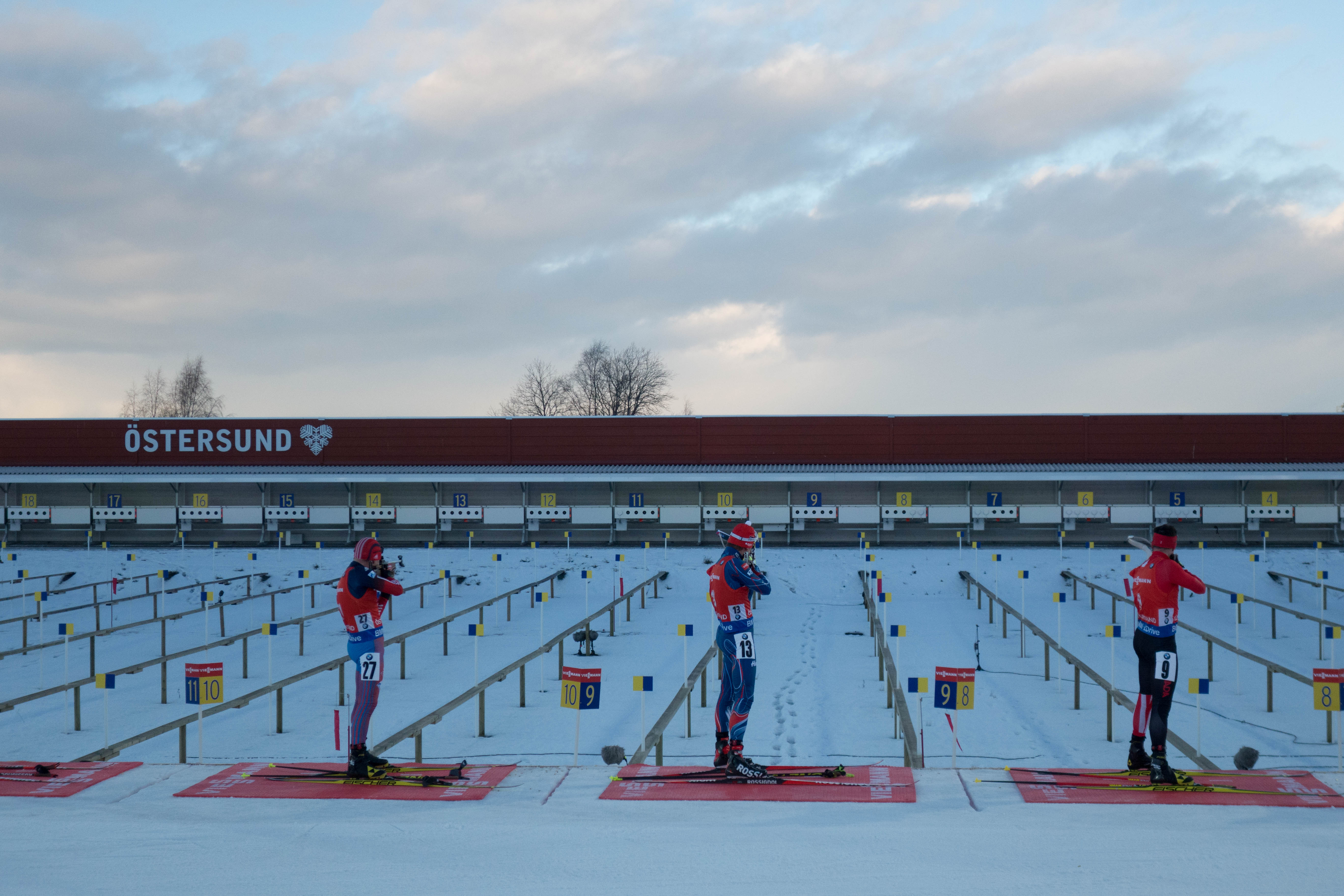
射場 (Östersund)

選手は途中に射場の設けられたコースを規定数周回し、タイムまたは着順を競う。周回して射場に着くたびにライフル射撃を行う。スキーで走る能力、射撃の能力、両方が必要となる競技である。
ライフル射撃は規定の射撃姿勢で5発射撃し、50 m先の5つの標的（的の大きさは伏射が直径4.5センチメートル、立射が直径11.5センチメートル）を狙う。全標的的中が基本で、的中できなかった標的一つごとに150 mのペナルティループ周回またはタイム加算が課される。ライフル射撃はスキーで走り込んでから行うことになり、心拍があがった状態での精密射撃が求められる。
銃を扱うので、世界的に見ても競技者は軍隊、警察、国境警備隊等に所属している競技者が多いが、ヨーロッパにおいては民間人や、賞金レースで稼ぐプロの競技者も多い。特に発祥とされる北欧諸国では、シーズン中は毎週のようにレースがあるなど環境が整っており、競技者の量、質ともに充実している。
射撃の技能が必須の競技ではあるが、射撃の能力が多少劣っていても、スキーの能力が飛びぬけて高ければ、総合点で競い合える選手もいる（オーレ・アイナル・ビョルンダーレンなど）。それぞれの得意・不得意がある中で競う競技であり、他の選手の特性も意識しながら競う競技である。 

### 種目
競技種目は、インディヴィデュアル、パシュート、スプリント、リレー、ミックスリレー、マススタート、スーパースプリントクオリフィケーションファイナルの7種からなる。7種のうちスーパースプリントクオリフィケーションファイナルのみオリンピック種目に採用されていない。
|                                                  |                      | スキー | スキー   | スキー     | ライフル射撃        | ライフル射撃        |
| 総走行距離 (km)                                  | 総走行距離 (km)      | 周回数 | 射撃姿勢 | ペナルティ |                     |                     |
| 男子                                             | 女子                 | 周回数 | 射撃姿勢 | ペナルティ |                     |                     |
| ------------------------------------------------ | -------------------- | ------ | -------- | ---------- | ------------------- | ------------------- |
| インディヴィデュアル                             | インディヴィデュアル | 20.0   | 15.0     | 5          | 伏射 立射 伏射 立射 | 1分加算             |
| スプリント                                       | スプリント           | 10.0   | 7.5      | 3          | 伏射 立射           | ペナルティループ1周 |
| パシュート                                       | パシュート           | 12.5   | 10.0     | 5          | 伏射 伏射 立射 立射 | ペナルティループ1周 |
| マススタート                                     | マススタート         | 15.0   | 12.5     | 5          | 伏射 伏射 立射 立射 | ペナルティループ1周 |
| リレー                                           | リレー               | 7.5    | 6.0      | 3          | 伏射 立射           | ペナルティループ1周 |
| ミックスリレー                                   | ミックスリレー       | 6.0    | 6.0      | 3          | 伏射 立射           | ペナルティループ1周 |
| スーパースプリントクオリフィケイションファイナル | 予選                 | 3.6    | 2.4      | 3          | 伏射 立射           | 失格                |
| スーパースプリントクオリフィケイションファイナル | 決勝                 | 6.0    | 4.0      | 5          | 伏射 立射 伏射 立射 | 失格                |

インディヴィデュアル（個人）

スプリント（短距離）

パシュート（個人追い抜き）
事前に行われたスプリント競技の順位順、上位選手とのタイム差間隔でスタートする。着順がそのまま順位となる。
マススタート
全選手が一斉にスタートする。参加資格を得た30名の選手によって行われる。
リレー
4人の選手でリレーを行う。各射撃ごとに3発の予備弾を使用できる。
ミックスリレー
男子2人、女子2人による混合リレー。リレー同様、各射撃ごとに3発の予備弾を使用できる。
スーパースプリントクオリフィケイションファイナル
予選・決勝ともに3発の予備弾を使用できるが、全標的的中出来なかった時点で失格となる。
選手の射撃位置は、個人種目は特に制限がなく、リレーやマススタートにおける最初の射撃位置は指定されており、それ以外の場合は先着順で決定する。

### 競技規定
- スキー: 最短で競技者の身長 − 10 cm[10]。
- 射座から標的までの距離: 50 m[2]。
- 標的：伏射が直径45 mm、立射が直径115 mmの的5つ[2]。
- ペナルティループ: 1周 150 m。
- ライフル: .22LR[11]のスモールボアライフル、重量3.5 kg以上[12]。

## 主要大会
- オリンピックバイアスロン競技
- バイアスロン世界選手権
- バイアスロン・ワールドカップ

## 類似種目
基本的には冬季競技だが、スキーをローラースキーに換えた「ローラースキーバイアスロン」やランニングによる「ランニングバイアスロン」が、夏期のトレーニングだけでなく個別の競技として行われている。またヨーロッパではメジャーな競技であるため、自転車を使う「マウンテンバイクバイアスロン」、オリエンテーリングと組み合わせた「オリエンテーリングバイアスロン」、伝統的なスタイルを踏襲しスノーシューと先込め式銃を使用する「プリミティブバイアスロン」など多数の変形競技が存在する。
中でも銃ではなくアーチェリーを使う「アーチェリーバイアスロン」は、世界的に競技人口の多いアーチェリーと組み合わせることで、既存のアーチェリー選手だけでなく、銃規制が厳しい国の人間にとってもハードルが低くなるため、近年ではヨーロッパ以外でも広まりを見せており、日本においても少数ながら競技選手や競技会が存在する。また、多くの大会に出ている選手もいる。

## 著名なバイアスロン選手
- オーレ・アイナル・ビョルンダーレン
- アナスタシア・クズミナ
- 長田弘幸
- 新田佳浩
- 久保恒造
- 太田渉子
- 井口深雪
- 立崎芙由子

## 日本でのバイアスロン
銃砲刀剣類所持等取締法（銃刀法）の問題もあって、日本の競技者は自衛官である自衛隊体育学校冬季特別体育教育室、陸上自衛隊冬季戦技教育隊の隊員がほとんどであるが、少数の民間人競技者もいる。
1998年長野冬季オリンピックで冬季戦技教育隊の高橋涼子が6位入賞しているが、それ以降はこの成績を越えるものはいない。
日本の選手では、2010年バンクーバー冬季オリンピックでは冬季戦技教育隊の鈴木芙由子が「マタギの孫娘」で、高い射撃能力を見せ、競技歴わずか3年でありながら出場を果たした。
競技用ライフルの弾倉には5発が装填でき、各射撃でも5発を射撃する。しかし、リレー、ミックスリレー、スーパースプリントクオリフィケイションファイナルでは予備弾3発の使用が許されている。そのため、ライフル本体に弾倉を4個、予備弾数発を収納できるような構造になっている。「一般銃」においては、安全管理上の問題から、弾倉を携行せずにスキー滑走となる。
日本国内の競技者も日本バイアスロン連盟に所属している。

### 日本独自の競技大会
国際的には競技用ライフルを使用するが、日本国内では「自衛隊のライフル（64式小銃、89式小銃）を使用する大会」がある。競技ルール的には「一般銃」と分類され競技用ライフル選手とは別に競技が行われる。選手は自衛官たちであり、大会には陸上自衛隊の北部方面隊および東北方面隊所属の普通科連隊、特科連隊および海上自衛隊等のチームが参加している。その結果、日本では、この自衛隊ライフルを用いる大会の競技人口のほうが、一般の競技用ライフルの選手人口よりも多い。